# Javanoxenia punctiventris
Javanoxenia punctiventris är en tvåvingeart som först beskrevs av Schmitz 1915.  Javanoxenia punctiventris ingår i släktet Javanoxenia och familjen puckelflugor. Inga underarter finns listade i Catalogue of Life.